# Brandeisz Elza
Brandeisz Elza / Erzsébet (Budapest, 1907. szeptember 18. – Sopron, 2018. január 6.) szupercentenárius magyar pedagógus, mozgásművész, a Brandeisz-ugrás névadója.

## Életpályája
Német családból származott; szülei Brandeisz Károly államvasúti hivatalnok és Schandtl Zsófia Zsuzsanna voltak. Gyermekként tanúja volt IV. Károly király megkoronázásának. Gyermekkorában Pestszentlőrincen és Balatonalmádiban élt. Kállay Lilinél tanult 1921–1928 között. Bécsben és Drezdában tanult tovább. Táncosként és tanárként dolgozott egy magán tánciskolában, amelyet egy zsidó nő, Lajtai Béláné vezetett. A II. világháború alatt az iskola az ő neve alatt lett nyilvántartásba véve, hogy elkerülje a német nácik elkobzását. Ő a zsidókat, köztük Lajtait, Soros Györgyöt és édesanyját, a háború alatt a balatonalmádi családi házukba rejtette el. A II. világháború után a táncot az új kommunista kormány negatívan látta, ezért 1948-ban betiltották. Balatonalmádiban lett gimnasztika és sporttanár. 1963-ban nyugdíjba vonult, innentől Sopronban élt. 1963-1978 között múzeumvezető volt Sopronban. Nem fogadta el Soros György támogatását, de kezdeményezte a nővérek támogatását. 1995-ben a holokauszt idején tanúsított bátor magatartását a Világ Igaza kitüntetéssel jutalmazták.
Halálakor, 2018-ban ő volt Sopron legidősebb lakosa.

## Fordítás
- Ez a szócikk részben vagy egészben  az   Elza Brandeisz című angol Wikipédia-szócikk ezen változatának fordításán alapul.  Az eredeti cikk szerkesztőit annak laptörténete sorolja fel. Ez a jelzés csupán a megfogalmazás eredetét és a szerzői jogokat jelzi, nem szolgál a cikkben szereplő információk forrásmegjelöléseként.